# Chilades calyptra
Chilades calyptra är en fjärilsart som beskrevs av Hans Fruhstorfer 1916. Chilades calyptra ingår i släktet Chilades och familjen juvelvingar. Inga underarter finns listade i Catalogue of Life.